# William Cahoon
William Cahoon (* 12. Januar 1774 in Providence, Colony of Rhode Island and Providence Plantations; † 30. Mai 1833 in Lyndon, Vermont) war ein US-amerikanischer Politiker. Zwischen 1829 und 1833 vertrat er den fünften Wahlbezirk des Bundesstaates Vermont im US-Repräsentantenhaus.

## Werdegang
William Cahoon besuchte die öffentlichen Schulen seiner Heimat. Im Jahr 1791 kam er mit seinen Eltern nach Lyndon in Vermont, wo er im Mühlengeschäft und in der Landwirtschaft tätig war. Politisch wurde er Mitglied der Demokratisch-Republikanischen Partei. Zwischen 1802 und 1810 war er Abgeordneter im Repräsentantenhaus von Vermont. Bei den Präsidentschaftswahlen des Jahres 1808 war er einer der Wahlmänner seiner Partei, die James Madison zum 4. US-Präsidenten wählten. Von 1811 bis 1819 war Cahoon Bezirksrichter, was auf ein früheres Jurastudium schließen lässt. Sowohl im Jahr 1814 als auch 1828 nahm er als Delegierter an Versammlungen zur Überarbeitung der Verfassung von Vermont teil. Von 1815 bis 1820 gehörte Cahoon dem Regierungsrat seines Heimatstaates an; zwischen 1820 und 1821 war er dessen Vizegouverneur.
Nach der Auflösung seiner Partei in den 1820er Jahren schloss sich Cahoon der kurzlebigen Anti-Masonic Party an. Bei den Kongresswahlen des Jahres 1828 wurde er als deren Kandidat im fünften Distrikt von Vermont in das US-Repräsentantenhaus in Washington, D.C. gewählt, wo er am 4. März 1829 die Nachfolge von Daniel Azro Ashley Buck antrat. Nach einer Wiederwahl im Jahr 1830 konnte er bis zum 3. März 1833 im Kongress verbleiben. Dort erlebte er die Diskussionen um die Politik von Präsident Andrew Jackson, die Nullifikationskrise und den Streit um die Schließung der Bundesbank. Bei den Wahlen des Jahres 1832 unterlag er Benjamin F. Deming.
William Cahoon starb nur wenige Monate nach dem Ende seiner Zeit im Kongress am 30. Mai 1833 in Lyndon, wo er auch beigesetzt wurde.